# Gensac-la-Pallue
Gensac-la-Pallue ist eine südwestfranzösische Gemeinde mit 1614 Einwohnern (Stand 1. Januar 2022) im Département Charente in der Region Nouvelle-Aquitaine.

## Lage
Gensac-la-Pallue liegt auf etwa 16 m und nur etwa zweieinhalb Kilometer vom Südufer der Charente entfernt. Etwa achteinhalb Kilometer (Fahrtstrecke) in nordwestlicher Richtung trennen den Ort von der Stadt Cognac; Segonzac, der Hauptort des Kantons liegt nur etwa fünf Kilometer südöstlich. Der sehenswerte Nachbarort Saint-Brice liegt etwa sieben Kilometer entfernt auf dem Nordufer des Flusses.

## Bevölkerungsentwicklung
| Jahr      | 1968 | 1975 | 1982 | 1990 | 1999 | 2006 | 2016 |
| Einwohner | 979  | 1297 | 1613 | 1701 | 1611 | 1604 | 1571 |

Bei der ersten Volkszählung in Frankreich im Jahre 1793 hatte der Ort 783 Einwohner; im 19. Jahrhundert waren es bis zum Beginn der Reblauskrise (ca. 1865 bis 1885), die in nahezu allen Weinbauregionen Frankreichs einen deutlichen Rückgang der Bevölkerung zur Folge hatte, meist um die 1000. Der Bevölkerungsanstieg seit der Mitte des 20. Jahrhunderts ist auf die Nähe zur Stadt Cognac und den Neubau einer Wohnsiedlung zurückzuführen.

## Wirtschaft
Die Landwirtschaft und vor allem der Weinbau spielten in den Dörfern der Charente seit jeher eine wichtige Rolle. Während Getreide und Ölsaaten (Sonnenblumen) vorwiegend für den eigenen Bedarf angebaut wurden, konnte mit dem Export von Wein, später auch von Branntwein, nach England, Schottland und andere Länder Nordeuropas viel Geld verdient werden, wobei sich die Weinbauern mit dem geringeren Teil des Verdienstes begnügen mussten. Heute gehört das Südufer der Charente bei Gensac-la-Pallue zur Lage der Grande Champagne innerhalb des großen Anbaugebiets der Cognac-Weine. Auch der Wein- bzw. Cognac-Tourismus spielt eine bedeutende Rolle im Wirtschaftsleben der Gemeinde.

## Geschichte

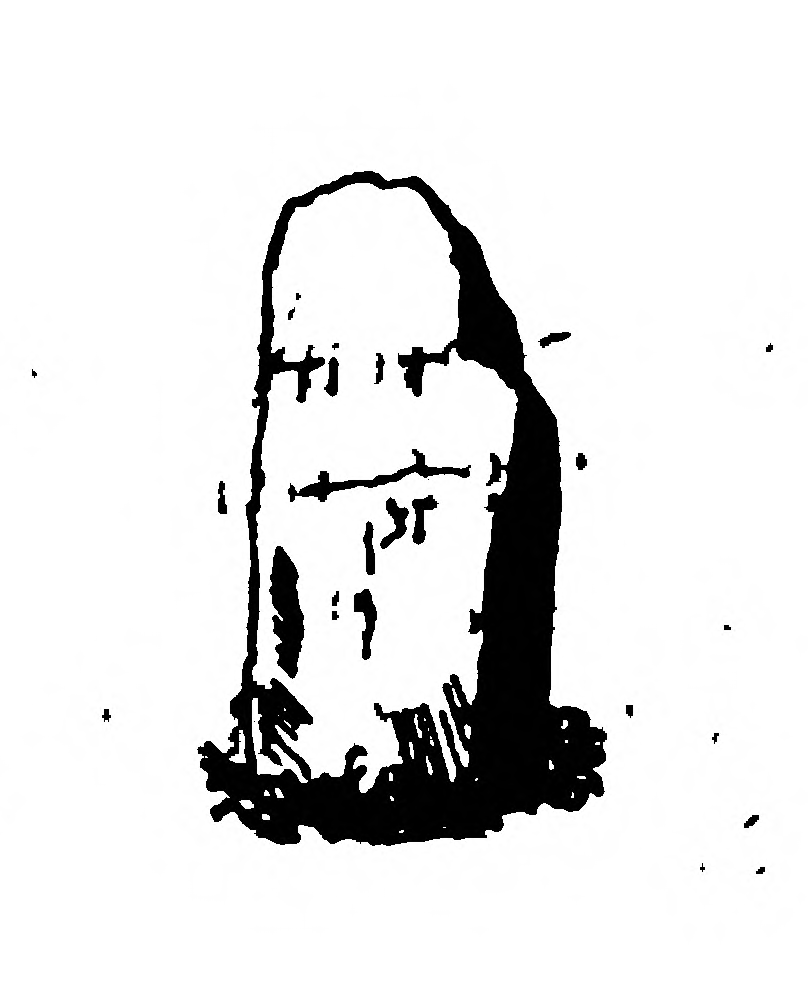
Stein La Grande Borne

Möglicherweise aus römischer Zeit stammt ein im Jahre 1801 in der Nähe einer alten Wegkreuzung entdeckter Stein (La Grande Borne) von etwa 1,15 Metern Höhe, auf dem man Reste einer unbekannten Schrift zu erkennen glaubte; andere sehen in dem eher stelenförmigen Stein die spärlichen Überreste eines römischen Meilensteins, die allerdings in der Regel einen runden Querschnitt hatten. Der Stein ist seit der Mitte des 19. Jahrhunderts verschwunden.
Im Mittelalter – vielleicht schon in gallorömischer Zeit – war der Ort besiedelt, wie es die im zwölften Jahrhundert erbaute Kirche Saint-Martin beweist. Auch eine mittelalterliche Burg existierte bereits; diese wurde im Jahr 1548 während eines Aufstandes der Bevölkerung gegen die Salzsteuer (gabelle) in Brand gesetzt. Ein neues Schloss wurde erbaut, in welchem seit dem Jahr 1715 das Priesterseminar von Saintes untergebracht war; es wurde während der Französischen Revolution als Nationalgut (bien national) verkauft und abgerissen. Ende des 19. Jahrhunderts wurde mit dem Neubau begonnen.

## Sehenswürdigkeiten

### Sonstige

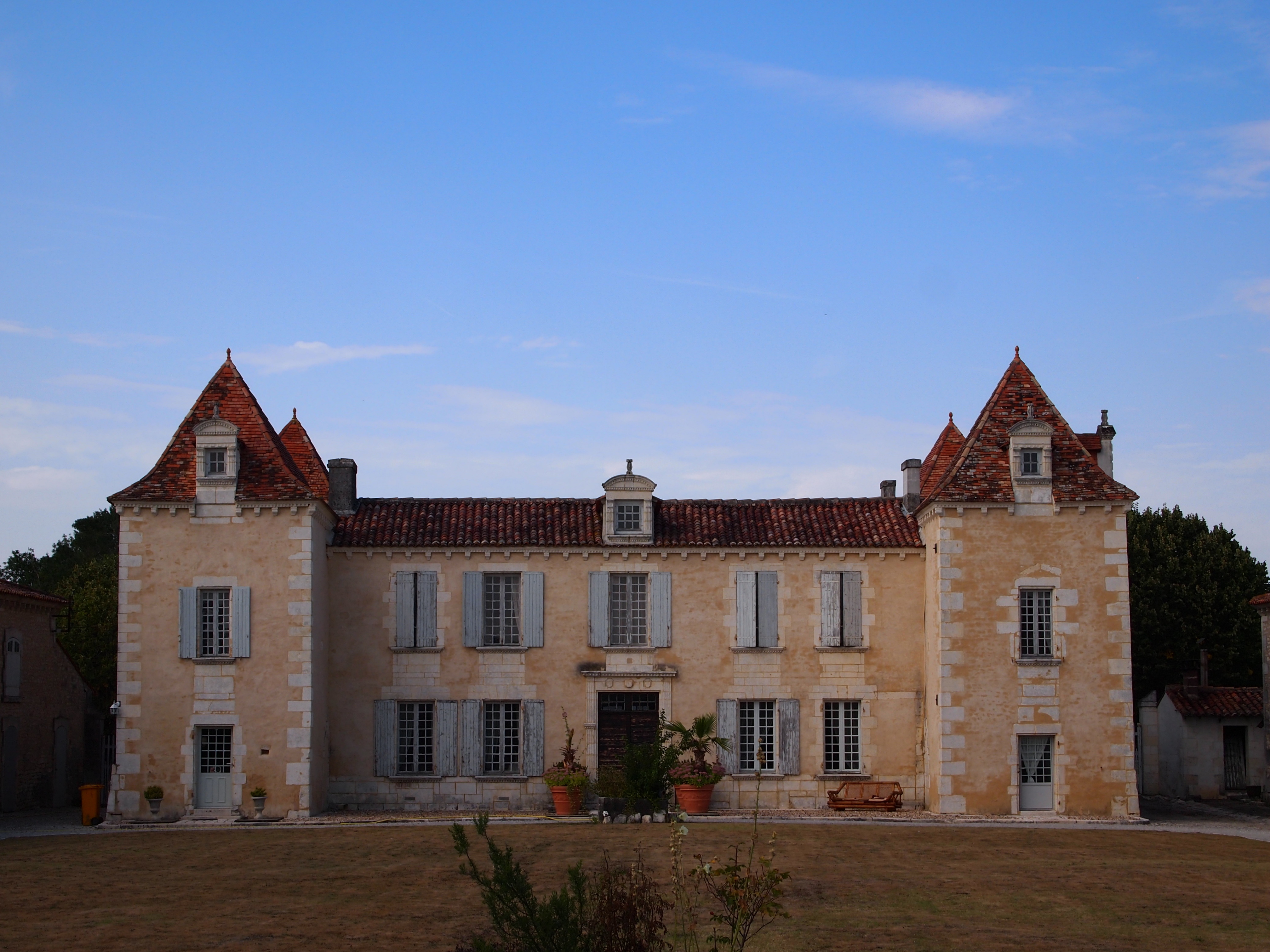
Logis de l’Éclopart

- In der ersten Hälfte des 17. Jahrhunderts wurde etwa zweieinhalb Kilometer westlich der Ortsmitte das Logis de l’Éclopart erbaut – ein zweigeschossiger Landsitz mit leicht vorspringenden Eckrisaliten, der seit dem Jahre 1986 als Monument historique[1] klassifiziert ist. Die Mauern des Baues bestehen aus unterschiedlichem Steinmaterial: Für die Ecksteine, die Tür- und Fenstereinfassungen sowie für einige Flächen wurden exakt behauene Steine verwandt, während der eigentliche Baukörper aus nur grob behauenem Steinmaterial gefügt ist, welches anschließend verputzt wurde. Der Bau befindet sich in Privatbesitz und ist nicht zu besichtigen.
- Der imposante Bau des Château de Garde Moulin (auch Gademoulin) wurde erst im Jahre 1875 im Stil der Neorenaissance neu errichtet; er ist ebenfalls als Monument historique[2] klassifiziert. Der gesamte Besitz befindet sich in privater Hand und ist nicht zu besichtigen.